# Cingília
Cingília (llatí: Cingilia) va ser una fortalesa dels vestins als Picè, no lluny de Cutina, que només menciona Titus Livi. És la moderna Civita Retenga.
Titus Livi diu que el cònsol Dècim Juni Brut Esceva (Decimus Iunius Brutus Scaeva) la va assaltar l'any 325 aC i les legions, com a premi, van poder saquejar la ciutat. No es coneix amb certesa la seva situació i tampoc la de Cutina.